# Nationalpark Roztocze
Der Nationalpark Roztocze (poln. Roztoczański Park Narodowy) ist ein Nationalpark in Polen, welcher im südöstlichen Teil des Landes, in der Woiwodschaft Lublin, liegt.

## Allgemein
Der Nationalpark umfasst die wertvollsten Naturreichtümer des zentralen Roztocze. Diese Landschaft befindet sich im Tal des oberen Wieprz. Das zentrale Roztocze wird von der Lubelska-Hochebene und vom Sandomierz-Becken getrennt und ist von besonderem geologischen Aufbau. Wichtigste Relieftypen sind Oberlaufebenen, Restberge, Kanten, Schluchten und Täler.

## Flora
Die Flora an Gefäßpflanzen im Nationalpark wird auf rund 750 Arten geschätzt. Zudem gibt es im Nationalparkgebiet ungefähr 400 Denkmalbäume. Es kommen hier 21 Waldgemeinschaften und eine Reihe von Pflanzengemeinschaften niederen Ranges vor, von denen die wertvollsten, die Hochlandtannenwälder und der karpatische Buchenwald, ca. 45 % der Waldfläche umfassen. Die hiesigen Tannen gehören zu den größten in Polen (50 m Höhe, 470 cm Umfang und bis 20 m³ Holzstoff).

## Fauna
Große im Nationalpark vorkommende Säugetiere sind u. a. Hirsche, Rehe, Wildschweine, Füchse, Marder, Dachse, Luchse und Wölfe sowie an Gewässern Fischotter und Biber. Periodisch erscheinen auch Elche im Nationalpark. 1979 wurden Biber, die zwischenzeitlich im Park ausgestorben waren, wieder angesiedelt. Im Jahre 1982 wurden im Nationalpark Bilgorai-Pferde eingeführt, Nachkommen der ehemaligen Waldwildpferde, welche heute auch Symbol des Nationalparks sind.
Unter den rund 190 im Park lebenden Vogelarten verdienen der Schreiadler, der Wespenbussard, der Schwarzstorch, die zahlreichen Spechte (darunter der seltene Weißrückenspecht), der Zwergschnäpper und der Halsbandschnäpper, die Hohltaube, der Zeisig und die Gebirgsstelze besondere Beachtung.
Die Reptilien sind vertreten durch die Zauneidechse, die Waldeidechse und die Blindschleiche – oft in ihrer türkisen Form, die Kreuzotter und die Ringelnatter, sowie die seltene Sumpfschildkröte.